# Mahbes

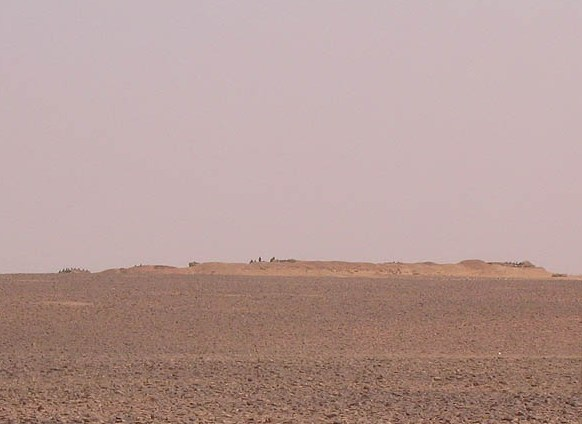
Landschaft südlich von Mahbes, Marokkanische Mauer aus südlicher Sicht

Mahbes (auch Al Mahbas, arabisch المحبس) ist ein Ort in der nordöstlichen Westsahara. Wie weite Teile der Westsahara ist auch Mahbes von Marokko besetzt.
Der Ort liegt am Rand der Hammada du Draa auf etwa 445 m Höhe und gehört zur Provinz Es Semara. Südlich von Mahbes verläuft die Marokkanische Mauer, die das Eindringen vom Kämpfern der POLISARIO in das von Marokko kontrollierte Gebiet verhindern soll.
Internationale Beachtung erlangte Mahbes, als während des Westsaharakonflikts am 7. November 1975 ein Marschzug des von Marokko organisierten Grünen Marschs zur Besetzung der Westsahara aus Richtung Zag kommend auf Mahbes vorstieß. Auch 2018 erregte ein Vorstoß von Kämpfern der Polisario nach Mahbes internationale Aufmerksamkeit.
Partnerkommunen von Mahbes sind die spanische Stadt Noia und die italienische Gemeinde San Giovanni Valdarno (Toskana).
Elf Kilometer westlich des Ortszentrums liegt ein 2200 Meter langes Flugfeld, bezeichnet als Mahbes UN Airstrip bzw. als Minurso Ahl Mahbass Airfield.